# Право на освіту (проєкт)
Проєкт Право на освіту – соціальний проєкт, який займається змінами в українській школі, підвищує повагу до вчителів, ініціює державні реформи, та захищає право на освіту для маленьких пацієнтів. Входить до складу Благодійної організації «Ти не один» Благодійного Фонду «1+1 Медіа». Куратор проєкту – Наталія Мосейчук, ведуча ТСН на телеканалі 1+1.

## Історія
• У 2017 році Наталія Мосейчук – вчителька англійської мови за фахом і журналіст за життєвим покликанням вирішила взяти на себе соціальну місію – зробити так, щоб тема вчителів, освітніх реформ, вирішення проблем шкіл та захист прав освітян, учнів і їх батьків стала центральною в суспільстві і була рейтинговою. Так, з командою однодумців з’явилася соціальна ініціатива Право на освіту.
• В ході розслідування та моніторингу, команда виявила сумне відкриття – в Україні втрачено право на освіту  маленьких пацієнтів. В Європі та цивілізованому світі – школи в лікарнях є нормою. Тому на тепер школи при лікарнях стали пріоритетним напрямком діяльності проєкту. Було вирішено відкрити щонайменше 33 школи при лікарнях в обласних центрах та великих містах України. 
• У серпні 2017 року разом з громадською організацією Small Heart With Art вдалося відкрити міні-школу – начальний клас у ВІЛ-відділенні в Охматдит для 15 дітей. Асоціація гінекологів США підтримала проєкт та продовжує оплачувати зарплату вчителям! 
• Натхненником для команди проєкту став Львів. При Західноукраїнському спеціалізованому дитячому медичному центрі та при Львівському Охматдиті працюють школи при лікарнях, де зберігся формат навчання на базі сусідніх шкіл. Їм вдалося організувати систему уроків для всіх вікових груп, виконувати навчальні норми та забезпечити нарахування зарплати викладачам. Команда Право на освіту відвідала лікарню і продовжує слідкувати за діяльністю шкіл. 
• Було прийнято рішення про необхідность  відновлення системи навчання при медичних закладах. Команда проєкту звернулася до Міністерства освіти та знайшла підтримку у міністерки Лілії Гриневич. Влітку 2018 року була створена робоча група, до якої увійшли: Наталія Мосейчук, Євгенія Смірнова, Людмила Сокур, Олена Кривенко, Марина Гриценко, Олена Маципура, Лілія Гриневич, Лариса Самсонова, Віктор Сальков, Наталія Бейтемірова, Наталія Давиденко, Богдан Савченко, Володимир Алексєєв, Ірина Синя, Алла Гунька. 
• 1 червня 2018 року під час благодійного марафону у День захисту дітей «Сніданок з 1+1» та куратор проєкту «Право на освіту» Наталія Мосейчук зібрали суму, необхідну для  відкриття нового класу Школи Супергероїв у відділені інтенсивної та еферентної терапії гострих інтоксикацій  при  Національній дитячій клініки Охматдит. Ініціаторам вдалось перевищити мету та залучити більше коштів, ніж планувалося на початку: загалом було зібрано понад 650 тисяч гривень на ремонт, обладнання та фонд для оплати роботи  вчителів майбутньої школи. Українські зірки надали для благодійного марафону 27 унікальних лотів, за які можна було позмагатися на сторінці ранкового шоу в Facebook. 
• На початку вересня 2018 року була відкрита Школа Супергероїв при відділенні токсикології при  Національній дитячій клініки Охматдит. 
• 25 вересня 2018 року команда «Право на освіту» ініціювала винесення до громадського обговорення проєкт наказу «Про затвердження Положення про особливості організації очної форми здобуття загальної середньої освіти в закладах охорони здоров’я». 
• 6 грудня 2018 року проєкт «Право на освіту» отримав відзнаку у категорії «Суспільство» під час першої церемонії нагородження Partnership for Sustainability Award 2018 - це конкурс партнерських проєктів між різними групами стейкхолдерів для досягнення сталого розвитку, ініційований Глобальними договором ООН в Україні. 
• 19 грудня 2018 року Міністерство освіти та Міністерство охорони здоров'я спільним наказом затвердили Положення. З 2019 року на оплату праці педагогічних працівників передбачено 12 млн гривень. Наталія Мосейчук разом з Лілією Гриневич презентували Положення на прес-конференції. 
• Був підготовлений документ безкоштовної соціальної франшизи для шкіл у лікарнях. Це готова інструкція до дій , яка детально пояснює, як організувати та обладнати освітній простір і створити школу в лікарні за досвідом «Школи Супергероїв». 
• На даному етапі результатами проєкту є відкриття 3-х шкіл при лікарнях: «Школа Супергероїв» при відділені інтенсивної та еферентної терапії гострих інтоксикацій київського «ОХМАТДИТу», школа у відділені дитячої онкології Національного інституту раку з партнером «Ліко-скул» та у Дитячій лікарні №7 м. Києва під патронатом «Академія +». 
• Продовженням освітньої реформи при лікарнях України, та використанням соціальної франшизи стали вже лікарняні установи Житомирської області, а саме КУ “Житомирська обласна дитяча клінічна лікарня” та Міська дитяча лікарня у Житомирі. Школи запрацюють вже восени 2019 року.
• До початку навчального 2019 року відкриється школа у столичному Опіковому центрі. Кошти на ремонт якої надав Громадський бюджет Києва, після того, як куратор проєкту Наталія Мосейчук звернулася до киян підтримати петицію на сайті столичної адміністрації про створення школи в Опіковому центрі. Небайдужі люди спільно з нашою командою набрали необхідну тисячу голосів, які й допомогли отримати кошти від Громадського бюджету для ремонту у класі! 
• Уроки в школах проходять у трьох форматах: індивідуальні заняття для дітей «біля ліжка», групові – навчання в спеціальному класі та бінарні, які за спільною тематикою готують вчителі кількох предметів. 
• 31 травня 2019 року до Дня захисту дітей вже третій рік поспіль в ОХМАТДИТ разом з маленькими пацієнтами і у прямому включенні Сніданку з 1+1 волонтери, зірки і діти саджали город. Так проходив відкритий урок біології Школи Супергероїв у лікарні, куратором якої є Наталія Мосейчук. Також в школі відбувся Урок мрій з Тіною Кароль та Наталією Мосейчук, на якому зірки разом з маленькими пацієнтами говорили як треба вчитися мріяти по-справжньому і бачити широкі горизонти, знати, як треба йти до мети, не здаватися, бо мрія відкриває життєве покликання. 
• В червні 2019 року в київському Охматдиті з'явився справжній Супермобіль, який щоденно возить маленьких пацієнтів на навчання із сьоми відділень Охматдита. Автомобіль був презентован проєктом "Здійсни мрію".
• Право на освіту планує створити нову програму навчання для вчителів – освітні подорожі. 

## Право на освіту та Global Teacher Prize Ukraine
Зоя Литвин, голова громадської спілки «Освіторія», стала організатором Global Teacher Prize Ukraine та запросила Наталію Мосейчук стати куратором премії. Мета – змінити ставлення до професії вчителя, підняти її престиж та виявити якомога більше вчителів-іноваторів, розказати про них усій країні.  
Наталія Мосейчук запровадила власну номінацію «Вибір серцем». Мета цієї номінації – знайти вчителів, які мають час, сили та натхнення і навчають маленьких пацієнтів у медичних установах. 
У 2017 році натхненниця проєкту подарувала феєричну подорож до Чехії, Оксані Бициній - вчительці хімії із Запоріжжя. У 2018 році Вибором серця Наталії стала Оксана Коцюруба вчителька української мови та літератури, яка викладає у лікарні для онкохворих дітей у Львові. Оксана отримала приз 50 000 гривень та подорож у Дубаї на освітній Форум.

## Склад команди
Наталія Мосейчук, ведуча новин ТСН на каналі 1+1 
Марина Гриценко, директор благодійного фонду ТИ НЕ ОДИН 
Євгенія Смірнова, голова NGO Small Heart with Art 
Олена Кривенко, членкиня наглядової ради БО Благодійний фонд КОЛО 
Проєкт має потужну підтримку журналістів, волонтерів, лікарів та вчителів. 